# ギャラクティック・コア
ギャラクティック・コア（GALACTIC CORE）は、日本の占い雑誌。
2008年9月に日本で唯一の西洋占星術専門誌として創刊、まついなつきらが発起人となり若手占星術師らが中心となって執筆している。
占星術の論文や漫画など多彩なコンテンツが特色であり、編集長は芳垣宗久が務めている。

## 執筆者
- 青木良仁
- いけだ笑み
- 上田享矢
- 鎌崎拓洋
- 木下順介
- 小林永
- 桜倉ケン
- 桜田ケイ
- 登石麻恭子
- まついなつき
- 芳垣宗久